# Villa rustica de la Bățălar
Villa rustica este situată pe teritoriul localității Bățălar din județul Hunedoara, în punctul numit La pomi.

## Legături exerne
- Roman castra from Romania (includes villae rusticae) - Google Maps / Earth Arhivat în 5 decembrie 2012, la Archive.is